# Exeter Chiefs
L'Exeter Rugby o Exeter Chiefs és un club anglès de rugbi a 15. Es va fundar el 1871 i participa a l'Aviva Premiership de la temporada 2010-2011. És també un dels clubs més antics del país. Va guanyar el campionat anglès a la temporada 2016-2017.